# 다이묘 시계박물관

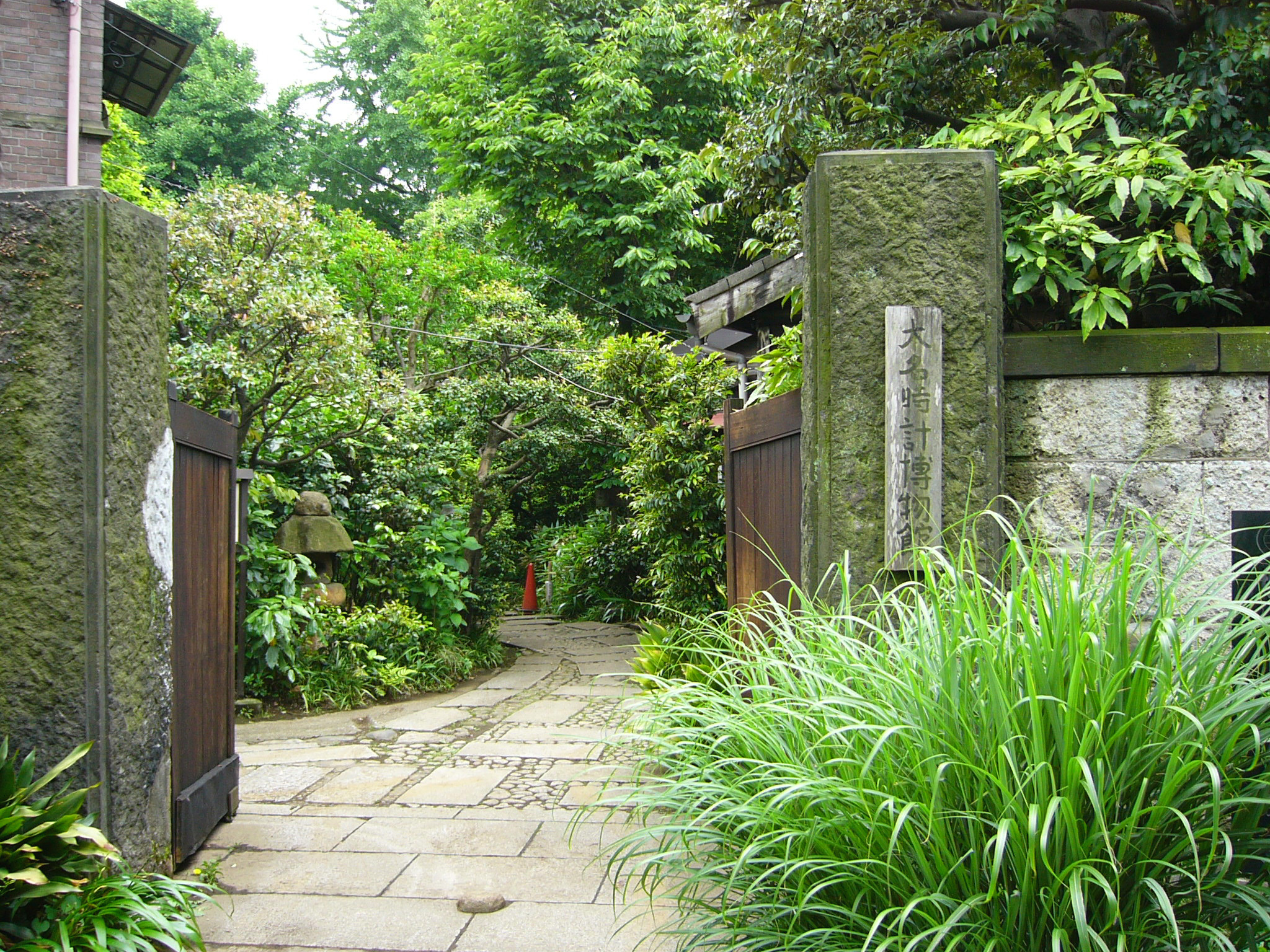
다이묘 시계박물관

다이묘 시계박물관(일본어: 大名時計博物館 다이묘도케이하쿠부츠칸[*])은 일본 도쿄도 다이토구에 있는 시계 박물관이다. 1974년 4월 문을 열었다. 에도 시대와 다이묘의 시계를 전시하였으며, 총 200여 점의 소장품이 있다.